# Siparuna pauciflora
Siparuna pauciflora là một loài thực vật có hoa trong họ Siparunaceae. Loài này được (Beurl.) A. DC. miêu tả khoa học đầu tiên năm 1868.